# Otoba acuminata
Otoba acuminata là một loài thực vật thuộc họ Myristicaceae. Loài này có ở Costa Rica, Ecuador, và Panama. Chúng hiện đang bị đe dọa vì mất môi trường sống.